# Divizia 1 Blindată (România)
Divizia 1 Blindată (din 26 aprilie 1944 – „Divizia România Mare”) a fost o unitate militară a Regatului României în timpul celui de-al Doilea Război Mondial, creată pe 1 martie 1941. Divizia a participat activ la luptele din Basarabia, Bătălia de la Odesa, Bătălia de la Stalingrad și Bătălia pentru România. Divizia 1 Blindată „România Mare” a încetat să reprezinte o formațiune militară din data de 25 august 1944, când a fost capturată aproape în totalitate de către forțele sovietice, în ciuda declarației de război a Regatului României către Germania nazistă. Doar 1.000 de soldați și 120 de vehicule au scăpat, iar un detașament condus de lt. col. Matei a ajuns la un consens cu forțele sovietice în schimbul forțării pasului Ghimeș. Tratatul de pace semnat pe 26 octombrie 1944 cu Uniunea Sovietică prevedea desființarea Diviziei 1 Blindate.

## Înființare
Divizia 1 Blindată a fost înființată prin includerea Regimentului 2 „Care de Luptă” în structura Diviziei 1 Motomecanizate la 1 martie 1941. Divizia era condusă și organizată după modelul german, fiind instruită și reorganizată de către Misiunea Militară Germană din Regatul României. Instructorii germani erau din diviziile Panzer 13 și 16. Regimentul 2 „Care de Luptă” a fost scos însă din componența diviziei înainte de Operațiunea Barbarossa, tancurile Renault R-35 fiind inadecvate misiunilor. Acestea erau lente, slab motorizate și înarmate, iar fiabilitatea era redusă. În plus, tancurile R-35 nu beneficiau de echipament radio, fiind incapabile de a purta un război mobil. Regimentul 2 a fost subordonat Corpului III al Armatei a IV-a. 
La 15 iunie 1941, cu o săptămână înainte de război, Divizia 1 Blindată era formată din: Grupul de Cercetare, 3 companii de motociclete, un detașament de mitraliere (12 piese), Compania 1 Antiaeriană, Compania de Transmisiuni, Batalionul de Pionieri Moto, Plutonul de Circulație, Plutonul de Poliție, Regimentul 4 „Vânători Moto” (2 batalioane), Regimentul 1 Artilerie Moto (un divizion tunuri 12 × 75mm, un divizion obuziere 12 × 100 mm și un divizion de tunuri lungi 12 × 105 mm), Regimentul 1 „Care de Luptă” (126 de tancuri R-2 organizate în două batalioane), Grupul de servicii (Grupul Aprovizionare Muniții, Grupul Aprovizionare Subzistențe, Compania de Autocamioane 101, Ambulanța Moto 101, Secția Autosanitare 101, Detașamentul Ateliere și Carburanți).
Divizia 1 Blindată nu era însă complet formată, fiind transformată dintr-o brigadă motorizată abia pe 17 aprilie 1941. Din acest motiv, sursele germane și rusești o descriu ca fiind practic o brigadă motorizată/blindată înainte de începerea ostilităților. În vederea participării la Operațiunea Barbarossa, divizia a fost concentrată la Ștefănești, 70 de kilometri nord-vest de Iași. Divizia 1 Blindată era comandată de către generalul de brigadă Ioan Sion, fiind subordonată Armatei 11 germană comandată de către generalul Eugen von Schobert, împreună cu Corpul de Cavalerie român și alte cinci divizii de infanterie. Armata 11 germană și Armatele III și IV române formau Grupul de Armate General „Ion Antonescu”.

## Istorie

### Operațiunea München
Divizia 1 Blindată a obținut succese considerabile în timpul Operațiunii München, având un rol cheie în timpul luptelor. Ofensiva peste Prut a diviziei a început pe 2 iulie 1941, râul fiind traversat a doua zi prin capul de pod Ștefănești. 
Divizia 1 Blindată a continuat ofensiva spre Moghilău. În cooperare cu diviziile 22 și 76 infanterie germane, trupele diviziei au contribuit la victoria de la Brânzeni de pe 4 iulie 1941. Aici a avut loc o primă confruntare între tancuri, un pluton de tancuri R-2 fiind atacat de către o duzină de tancuri sovietice. Două tancuri T-28 au fost distruse cu prețul unui tanc R-2. Urmărind trupele sovietice aflate în retragere, Divizia 1 Blindată a ajuns la Nistru pe 8 iulie și a cucerit Atachiul a doua zi. 
Ulterior, a urmărit în direcția Soroca divizia 176 Pușcași sovietică. Următoarea destinație a fost Bălți (12 iulie), unde divizia a trecut în subordinea Corpului 54 german pentru a ajuta Armata a IV-a. Divizia 1 Blindată a condus atacul, lovind puternica defensivă sovietică din Masivul Cornești în flanc pe 14 iulie. Atacul a dislocat forțele sovietice (Diviziile 5 și 9 Cavalerie și 95 Pușcași) cu prețul a două tancuri R-2 distruse de către artilerie. Divizia a pătruns apoi în Chișinău din nord pe 16 iulie, însă un tanc R-2 a fost distrus și alte cinci au fost avariate în luptă. Trupele blindate au distrus ariergarda sovietică din oraș și au urmărit apoi divizia 95 Pușcași sovietică peste Nistru până la Tighina (19 iulie). Alte trei tancuri R-2 au fost pierdute, însă artileria divizionară sovietică a fost distrusă. Diviziile sovietice s-au retras peste fluviul Nistru pe 26 iulie 1941, Basarabia fiind eliberată.

### Bătălia de la Odesa
După traversarea Nistrului în noaptea dintre 5 și 6 august 1941, Divizia 1 Blindată a fost subordonată Armatei a IV-a, cu misiunea de a cuceri orașul Odesa. Divizia a înaintat de la capul de pod Cârleni-Carantin spre Odesa împreună cu Brigada 7 Mixtă Cavalerie. Unitățile de infanterie ale Armatei Române nu erau însă pregătite să colaboreze eficient cu formațiunile de tancuri. Drept urmare, între 11 și 14 august, în timpul atacului dinspre Bujalik spre Odesa, Regimentul 1 „Care de Luptă” a pierdut în total 47 de tancuri, distruse sau avariate. Trupele sovietice au reușit să scoată din funcțiune numeroase tancuri R-2 folosind artileria și cocteilurile Molotov. În tot acest timp, Regimentul 2 „Care de Luptă”, care pierduse 50% din efectivele de tancuri Renault R-35 din cauza avariilor mecanice în timpul marșului spre Odesa, a fost folosit în sprijinul atacurilor Corpului I.
După această 14 august, Divizia 1 Blindată nu a mai fost utilizată ca forță de șoc, tancurile fiind repartizate mai multor unități pentru a sprijini asaltul asupra Odesei. Divizia a participat la lichidarea punctelor de rezistență sovietice de pe țărmul Mării Negre între 14 și 15 august, apoi a participat la primul asalt asupra orașului, între 16 și 20 august. Lipsa de cooperare dintre infanterie și tancuri a dus la pierderea a jumătate din efectivul de tancuri: 11 distruse și 24 avariate. Pe 20 august, doar 20 de tancuri R-2 mai erau funcționale din cele 105 alocate operațiunilor. A doua zi, 46 de tancuri avariate R-2 au fost retrase de pe front și transportate la Chișinău pentru reparații. 
Diminuarea forței combative a dus la reorganizarea diviziei. Elementele care mai aveau capacități combative au fost organizate în Detașamentul Motomecanizat „Col. I. Eftimiu”, iar restul au fost retrase de pe front pentru refacere. Detașamenul consta într-un batalion de tancuri R-2 (20 de tancuri), un batalion vânători moto, un batalion de tunuri lungi Schneider de calibrul 105 mm, un batalion de obuziere Skoda de 100 mm, o companie de pionieri, o companie antiaeriană de tunuri Gustloff calibrul 20 mm, o baterie de tunuri antiaeriene Rheinmetall calibrul 37 mm și o companie de tunuri antitanc Schneider calibrul 47 mm. La 1 septembrie 1941, după retragerea Regimentului 1 „Care de Luptă” de pe front, Detașamentul „Col. I. Eftimiu” a primit în subordine Regimentul 2 și un batalion din Regimentul 3 Vânători Moto. Gruparea a acționat apoi între 20 și 24 august în sprijinul atacului Corpului I asupra localității Freudenthal.
Între 26 și 31 august, detașamentul a luat parte la acțiunile de încercuire a Odesei, fiind subordonat Corpului XI. Pierderile unității au fost mari: 90 de soldați morți sau răniți și 11 tancuri scoase din uz.  După 31 august 1941, Detașamentul Eftimiu a participat la următoarele două asalturi asupra orașului Odessa. La 14 septembrie, doar 10 tancuri Renault R-35 mai erau funcționale din cele 75 ale Regimentului 2 Care de Luptă. Între 17 și 23 august, tancurile rămase au sprijinit Diviza de Gardă în timpul celui de-al patrulea asalt asupra orașului.
Pe 27 septembrie 1941, Detașamentul „Col. I.Eftimiu” a fost reorganizat în Detașamentul 1 Asalt, prin augmentarea efectivelor. Această formațiune a fost antrenată de către instructori germani pentru a conduce asaltul final asupra orașului. Detașamentul consta într-un batalion de tancuri (12 R-2 și 10 Renault R-35), un batalion vânători moto, patru baterii de obuziere Skoda calibrul 100 mm, două baterii de tunuri lungi Schneider calibrul 105 mm, o companie de tunuri antiaeriene Gustloff calibrul 20 mm și un batalion de armament special (dotat cu aruncătoare de flăcări, tunuri antitanc și aruncătoare de mine). Pe 16 octombrie 1941, Detașamentul 1 Asalt, împreună cu Brigada 7 Mixtă Cavalerie, a atacat Odesa, fiind printre primele unități care au pătruns în oraș, însă garnizoana sovietică fusese în mare parte evacuată pe mare în noaptea de dinaintea asaltului final. Detașamentul 1 Asalt a fost desființat pe 24 octombrie 1941. Pierderile Diviziei 1 Blindate de la începutul războiului și până în acel moment erau de 162 soldați morți, 575 răniți, 43 dispăruți și 86 de tancuri scoase din uz.